# Fontenay-Torcy

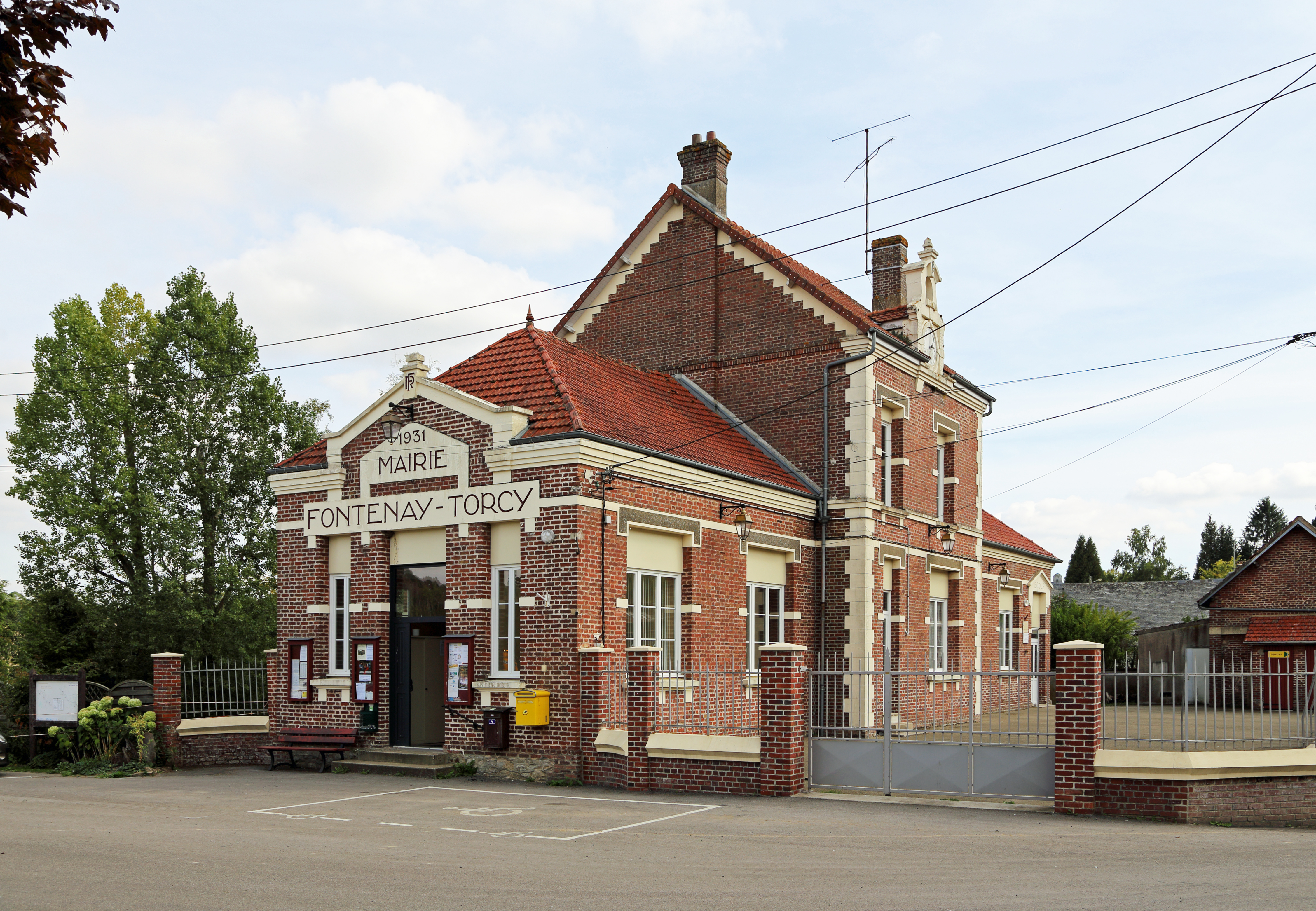
Gemeentehuis van Fontenay-Torcy

Fontenay-Torcy is een gemeente in het Franse departement Oise (regio Hauts-de-France) en telt 117 inwoners (2005). De plaats maakt deel uit van het arrondissement Beauvais.

## Geografie
De oppervlakte van Fontenay-Torcy bedraagt 6,1 km², de bevolkingsdichtheid is 19,2 inwoners per km².
De onderstaande kaart toont de ligging van Fontenay-Torcy met de belangrijkste infrastructuur en aangrenzende gemeenten.

## Demografie
Onderstaande figuur toont het verloop van het inwonertal (bron: INSEE-tellingen).